# 東映エージエンシー
株式会社 東映エージエンシー（とうえいエージエンシー、英語: TOEI ADVERTISING,LTD.）は、東映グループ傘下の広告代理店である。番組のテロップやサイトでは、「東映エージェンシー」（後のエが小文字）と表記されることもある。現在の代表取締役社長は、村松秀信。
前身は1957年に設立された「株式会社 旺映社」で、1959年に「東映商事株式会社」に商号変更。1969年より、現在の社名になった。

## 概要
東映作品の企画製作・広告枠買付けを主業務とする。作品によってはプロデューサーに東映エージエンシーの人物が名を連ねており、制作側とスポンサー側の橋渡しを担っている。スーパー戦隊シリーズでは、『超新星フラッシュマン』から『超力戦隊オーレンジャー』までの間、東映エージエンシーのプロデューサーがクレジットされていないが、1996年の『激走戦隊カーレンジャー』からは東映エージエンシーのプロデューサーにクレジットされるようになっている。東映エージエンシープロデューサーの矢田晃一はこの時期に番組担当者が専任ではなくスポンサーへの営業も兼ねるようになったため、常駐して番組制作に携わることができなくなったからであると証言している。
『百獣戦隊ガオレンジャー』ではスーパー戦隊シリーズ25作記念作品であったことからイベントが多く予定されていたため、オーディションでイベントで求められる仕草を要望するなど営業活動の要素をキャスティングに求めるようになり、以後の作品でも継続している。
カンヌライオンズ 国際クリエイティビティ・フェスティバルの国内レップ(代理店)業務を行なってきたが、2019年9月に日本経済新聞社に譲渡した。
2021年4月、AICライツと同社のIPを共有し新作タイトル制作などの事業展開を目的とした業務提携を発表。

## その他の業務
先述した業務以外に、他社や一般消費者に向けた様々な業務を手掛ける。
保険業務
法人向けの管財物件や映画撮影などに伴う保険、個人向けの火災・自動車保険など
人材派遣業務
「東映キャリアワン」名義で、東映グループ企業に限らず、他業界他職種の大手企業や官公庁なども顧客に持ち、派遣や人材紹介などの総合人材サービスを手掛ける。
貿易業務
「東映アクティス」名義で、旧東映貿易から引き継いだ農業機械の輸出入などを手掛ける。
感染対策サービス
コロナ禍を受けて、「キノシールド」や「デルフィーノ」などと提携し、除菌・抗菌サービスなどを提供する。
新電力事業
「東映でんき」名義で、供給電圧が6,000ボルト以上の高圧契約の顧客向けに、電気代削減のための新プランを提供している。コロナ禍による社会情勢を受けて、2020年10月より開始された新事業。

## これまでに携わった作品

### 実写映画
- バトル・ロワイアルII 【鎮魂歌】 (2003)
- 男たちの大和/YAMATO (2005)
- レジェンド&バタフライ (2023)
- リライト (2025)

### アニメ

#### 東映動画 → 東映アニメーション作品
- 宇宙海賊キャプテンハーロック (1978) - 制作協力
- あさりちゃん (1982)
- 愛してナイト (1983)
- 夢戦士ウイングマン (1984)
- 聖闘士星矢 (初期のアニメ)(1986)(ノンクレジット)
- ハロー!レディリン (1988)
- 悪魔くん (1989) (ノンクレジット)
- もーれつア太郎（第2作） (1990) (ノンクレジット)
- きんぎょ注意報! (1991 - 1992)
- 美少女戦士セーラームーンシリーズ (1992 - 1997)
- キューティーハニーF (1997)
- アニメ週刊DX!みいファぷー (1998)
- 神風怪盗ジャンヌ (1999)
- マシュランボー (2000)
- 銀色のオリンシス (2006)
- 聖闘士星矢Ω (2012)
- ワールドトリガー (2014)
- The Journey (2021)

#### 東映本社作品
- 超電磁ロボ コン・バトラーV (1976)  - アニメーション制作: 創映社（現・バンダイナムコフィルムワークス）
- 氷河戦士ガイスラッガー (1977)  - アニメーション制作:東京ムービー、オカスタジオ
- 超電磁マシーン ボルテスV (1977)  -  アニメーション制作: 日本サンライズ（現・バンダイナムコフィルムワークス）
- とびだせ!マシーン飛竜 (1977)  - 共同制作：タツノコプロ・制作協力:アニメフレンド
- 闘将ダイモス (1978)  - アニメーション制作:日本サンライズ
- 宇宙魔神ダイケンゴー (1978)  - 企画:鳥プロ・アニメーション制作：グリーン・ボックス
- 未来ロボ ダルタニアス(1979)  - アニメーション制作:日本サンライズ
- 宇宙大帝ゴッドシグマ (1980)  - アニメーション制作:アカデミー製作（放送中に東京動画に社名変更）
- 百獣王ゴライオン (1981)  - アニメーション制作:東京動画
- 機甲艦隊ダイラガーXV (1982)  - アニメーション制作:東映動画（現・東映アニメーション）
- 光速電神アルベガス (1983) - アニメーション制作:東映動画

#### その他の作品
- バケツでごはん (1996)  - アニメーション制作:マジックバス
- かえるのピクルス - きもちのいろ - (2020)
- ピーチボーイリバーサイド (2021)  - 創通と共同、アニメーション制作:旭プロダクション

### 特撮
- イナズマン (1973)
- イナズマンF (1974)
- アクマイザー3 (1975)
- 忍者キャプター (1976)
- 超神ビビューン (1976)
- 快傑ズバット (1977)
- 冒険ファミリー ここは惑星0番地 (1977)
- スパイダーマン (1978)
- スーパー戦隊シリーズ
  - バトルフィーバーJ (1979)
  - 電子戦隊デンジマン (1980)
  - 太陽戦隊サンバルカン (1981)
  - 大戦隊ゴーグルファイブ (1982)
  - 科学戦隊ダイナマン (1983)
  - 超電子バイオマン (1984)
  - 電撃戦隊チェンジマン (1985)
  - 超新星フラッシュマン (1986)
  - 光戦隊マスクマン (1987)
  - 超獣戦隊ライブマン (1988)
  - 高速戦隊ターボレンジャー (1989)
  - 地球戦隊ファイブマン (1990)
  - 鳥人戦隊ジェットマン (1991)
  - 恐竜戦隊ジュウレンジャー (1992)
  - 五星戦隊ダイレンジャー (1993)
  - 忍者戦隊カクレンジャー (1994)
  - 超力戦隊オーレンジャー (1995)
  - 激走戦隊カーレンジャー (1996)
  - 電磁戦隊メガレンジャー (1997)
  - 星獣戦隊ギンガマン (1998)
  - 救急戦隊ゴーゴーファイブ (1999)
  - 未来戦隊タイムレンジャー (2000)
  - 百獣戦隊ガオレンジャー (2001)
  - 忍風戦隊ハリケンジャー (2002)
  - 爆竜戦隊アバレンジャー (2003)
  - 特捜戦隊デカレンジャー (2004)
  - 魔法戦隊マジレンジャー (2005)
  - 轟轟戦隊ボウケンジャー (2006)
  - 獣拳戦隊ゲキレンジャー (2007)
  - 炎神戦隊ゴーオンジャー (2008)
  - 侍戦隊シンケンジャー (2009)
  - 天装戦隊ゴセイジャー (2010)
  - 海賊戦隊ゴーカイジャー (2011)
  - 特命戦隊ゴーバスターズ (2012)
  - 獣電戦隊キョウリュウジャー (2013)
  - 烈車戦隊トッキュウジャー (2014)
  - 手裏剣戦隊ニンニンジャー (2015)
  - 動物戦隊ジュウオウジャー (2016)
  - 宇宙戦隊キュウレンジャー (2017)
  - 快盗戦隊ルパンレンジャーVS警察戦隊パトレンジャー (2018)
  - 騎士竜戦隊リュウソウジャー (2019)
  - 魔進戦隊キラメイジャー (2020)
  - 機界戦隊ゼンカイジャー (2021)
  - 暴太郎戦隊ドンブラザーズ (2022)
  - 王様戦隊キングオージャー (2023)
  - 爆上戦隊ブンブンジャー (2024)
  - ナンバーワン戦隊ゴジュウジャー (2025)
- 仮面ライダーシリーズ
  - 仮面ライダーBLACK (1987) (ノンクレジット)
  - 仮面ライダーBLACK RX (1988) (ノンクレジット)
- 美少女戦士セーラームーン (2003)
- 非公認戦隊アキバレンジャー (2012)
- 非公認戦隊アキバレンジャー シーズン痛 (2013)